# Ivantějevka
Ivantějevka (rusky Ивантеевка) je město v Moskevské oblasti v Ruské federaci. Při sčítání lidu v roce 2010 měla bezmála šedesát tisíc obyvatel.

## Poloha
Ivantějevka leží na řece Uči (levém přítoku Kljazmy v povodí Oky) ve vzdálenosti přibližně 17 kilometrů na severovýchod od Moskevského dálničního okruhu.

## Dějiny
Poprvé je Ivantějevka zmíněna v roce 1586 jako Vantějevo. Původně náležela Trojicko-sergijevské lávře.
V 16. století vznikla v blízkosti města první ruská papírna a město se tak stalo centrem papírenského průmyslu.
Městem se Ivantějevka stala v roce 1938.

### Rodáci
- Alexandr Ivančenkov (* 1940), kosmonaut